# 204. (Württembergische) Infanterie-Division
Die 204. (Württembergische) Infanterie-Division war ein Großverband der Württembergischen Armee im Verbund des Deutschen Heeres im Ersten Weltkrieg.

## Geschichte
Am 8. Juni 1916 wurde nach Vereinbarung des Königlich Württembergischen und des Königlich Sächsischen Kriegsministeriums durch Verfügung des Stellvertretenden Generalkommandos des XIII. (Königl. Württ.) Armeekorps die Aufstellung eines württembergischen Divisionsstabes (204. Infanterie-Division) und einer vollständigen, gemischten württembergischen Ersatzbrigade (Infanterie-Brigade Württemberg 407 XIII) angeordnet. Sämtliche württembergischen Linien-, Reserve- und Landwehr-Regimenter hatten sich an der Neubildung zu beteiligen, indem jedes Ersatzbataillon einen „Marschkompanie“ stellte. Die beiden Infanterie-Regimenter erhielten vorerst die Bezeichnung Ersatz-Infanterie-Regiment 1 XIII (anschließend Infanterie-Regiment Stuttgart 413 XIII) und 2 XIII (anschließend Infanterie-Regiment Ulm 414 XIII). Die Artillerie wurde in der I. Abteilung Feldartillerie-Regiment Württemberg (später Feldartillerieabteilung Württemberg 407 XIII) zusammengefasst. Ferner wurde von Württemberg für die Division aufgestellt: die Fußartillerie-Munitions-Kraftwagenkolonne Untertürkheim 1004 XIII, die Munitionskolonne Ulm 607 XIII für die Infanterie und Feldartillerie, sowie das Feldlazarett Ludwigsburg 407 XIII.
Aus Gründen der Verschleierung wurden bis zum Ausmarsch die Beinamen ohne Nummern gebraucht; später kamen die Beinamen in Wegfall.
Die Mannschaften setzten sich zum Teil aus neu ausgebildeten Landsturmpflichtigen zusammen, doch hatte der größte Teil der Truppe bereits Kampferfahrung.
Am 14. und 15. Juni 1916 traten die württembergischen Divisionsteile zur weiteren Ausbildung auf dem Truppenübungsplatz Münsingen zusammen. Am Vorabend des Abmarsches nach Münsingen wurde infolge der großen Nachersatzforderungen von der Front, die mittleren Jahrgänge aus der Division herausgezogen und durch Rekruten des Jahrganges 1897 ersetzt. Die Truppe bestand infolge dessen, vorwiegend aus achtzehn bis neunzehnjährigen jungen Menschen, mit Ausnahme weniger Kompanien, die von den Landwehr-Regimentern gestellt waren.
Am 19. Juli 1916 wurden die Truppenteile für mobil erklärt.
Sachsen stellte die gemischte 408. Infanterie-Brigade Leipzig XIX auf. Das Infanterie-Regiment Dresden 415 XII wurde auf dem Truppenübungsplatz Neuhammer in Schlesien aus je einem Ersatzbataillon des Grenadier-Regiment 100, des Reserve-Infanterie-Regiment 102 und des Reserve-Infanterie-Regiment 103 gebildet. Das Infanterie-Regiment Leipzig 416 XII wurde aus ungedienten Landsturmmännern des XIX. (II. Königlich Sächsisches) Armee-Korps auf dem Truppenübungsplatz Zeithain zusammengestellt. Ferner wurde das Feldartillerie-Regiment Dresden 408 XII mit fünf Batterien, darunter eine Feldhaubitzbatterie, aufgestellt. Das Fußartillerie-Bataillon Posen 404 XII bestand aus zwei schweren Haubitzbatterien. Die Pionierkompanie Riesa 404 XII, der Scheinwerferzug Riesa 404 XII, der Fernsprech-Doppelzug Dresden 404 XII, die Sanitätskompanie 404 XII, das Feldlazarett Leipzig 408, die Munitionskolonne Leipzig 608 XII für Infanterie- und Feldartillerie sowie die Fuhrparkkolonne Dresden 604 XII vervollständigten die sächsisch-württembergische Infanteriedivision beim unmittelbaren Eintreffen in der Gegend von Thourout und Cortemarck.
Ab Dezember 1916 wurde die 204. (Sächsisch-Württembergische) Infanterie-Division nach dem Austausch der sächsischen Formationen in einen rein württembergischen Verband umgegliedert.
Im Januar 1919 wurde die 204. (Württembergische) Infanterie-Division aufgelöst.

### Garnisonen
Als Kriegsformation aufgestellt, hatte die Division keine Friedensgarnison.

### Gefechtskalender
Die Division wurde am 8. Juni 1916 gebildet und ausschließlich an der Westfront eingesetzt.

#### 1916

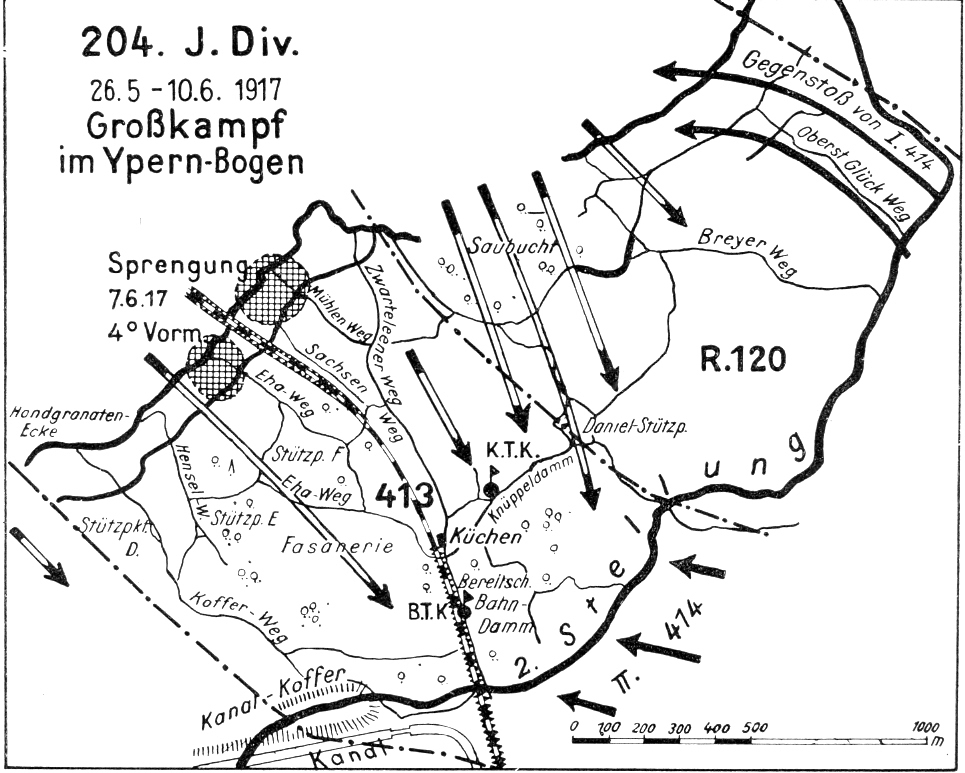
Kämpfe im Wytschaete-Bogen Mai/Juni 1916

- ab 27. Juli – Stellungskämpfe an der Yser im Wytschaete-Bogen

#### 1917
- bis 26. Mai – Stellungskämpfe an der Yser im Wytschaete-Bogen
- 27. Mai bis 13. Juni – Schlacht in Flandern
  - 07. Juni – Schlacht bei Hooge
- 15. Juni bis 7. Juli – Stellungskämpfe in Lothringen
- 07. Juli bis 11. August – Stellungskämpfe im Oberelsaß
- 12. August bis 10. September – Schlacht in Flandern
- 12. September bis 11. November – Kämpfe in der Siegfriedstellung
- 12. November bis 3. Dezember – Schlacht in Flandern
- ab 4. Dezember – Stellungskämpfe in Flandern

#### 1918
- bis 4. März – Stellungskämpfe in Flandern
- 05. bis 22. März – Stellungskämpfe in Flandern und im Artois
  - 17. bis 20. März – Kämpfe in der Siegfriedstellung und Vorbereitungszeit für die Große Schlacht in Flandern
- 23. März bis 6. April – Große Schlacht in Frankreich
  - 28. März – Angriff an der Scarpe
- 07. April bis 8. Juni – Kämpfe an der Avre und bei Montdidier und Noyon
- 09. Juni bis 7. August – Kämpfe an der Avre und an der Matz
  - 09. bis 13. Juni – Schlacht bei Noyon
- 08. August bis 3. September – Abwehrschlacht zwischen Somme und Oise
- 04. bis 18. September – Stellungskämpfe in Lothringen und in den Vogesen
- 18. September bis 6. Oktober – Stellungskämpfe in Lothringen
- 09. Oktober bis 4. November – Kämpfe vor und in der Hermannstellung
- 05. bis 11. November – Rückzugskämpfe vor der Antwerpen-Maas-Stellung
- ab 12. November – Räumung des besetzten Gebietes und Marsch in die Heimat

## Organisation

### Gliederung

#### Kriegsgliederung im Juli 1916
- Divisionsstab
- 407. (Württ.) Infanterie-Brigade
  - Württ. Infanterie-Regiment Nr. 413
  - Württ. Infanterie-Regiment Nr. 414
- 408. (Sächs.) Infanterie-Brigade[A 1]
  - Sächs. Infanterie-Regiment Nr. 415[A 2]
  - Sächs. Infanterie-Regiment Nr. 416[A 3]
  - Sächs. Radfahrer-Kompanie-Nr. 204[A 4]
- Sächs. Feldartillerie-Regiment Nr. 408[A 5]
- Württ. Feldartillerie-Abteilung Nr. 407[A 6]
- Sächs. Fußartillerie-Bataillon Nr. 404[A 7]
- Württ. Fußartillerie-Munitions-Kraftwagen-Kolonne Nr. 1004
- Sächs. Pionier-Kompanie Nr. 404[A 8]
- Württ. Divisionsbrückentrain 404
- Sächs. Scheinwerferzug Nr. 404
- Sächs. Fernsprech-Doppelzug Nr. 404
- Sächs. Sanitätskompanie Nr. 404
- Württ. Feldlazarette Nr. 407
- Sächs. Feldlazarett Nr. 408
- Zugeteilt: Landsturm-Infanterie-Regiment von Schellerer

#### Kriegsgliederung im Jahr 1917
- Divisionsstab
- 407. (Württ.) Infanterie-Brigade
  - Württ. Reserve-Infanterie-Regiment Nr. 120
  - Württ. Infanterie-Regiment Nr. 413
  - Württ. Infanterie-Regiment Nr. 414
- Württ. Artillerie-Kommandeur Nr. 204
  - Württ. Reserve-Feldartillerie-Regiment Nr. 27
- 4. Eskadron/Ulanen-Regiment „König Karl“ (1. Württembergisches) Nr. 19[A 9]
- Württ. Pionier-Bataillon Nr. 204
  - Württ. Pionier-Kompanie Nr. 116
  - Württ. 3. Reserve-Pionier-Kompanie
- Württ. Divisions-Nachrichten-Kommandeur Nr. 204
  - Württ. Divisions-Fernsprech-Abteilung Nr. 204
- Württ. Sanitätskompanie Nr. 563
- Württ. Feldlazarett Nr. 407
- Württ. Feldrekrutendepot Nr. 204

#### Kriegsgliederung am 20. März 1918
- Divisionsstab
- 407. Infanterie-Brigade
  - Reserve-Infanterie-Regiment Nr. 120
  - Infanterie-Regiment Nr. 413
  - Infanterie-Regiment Nr. 414
  - 4. Eskadron/Ulanen-Regiment „König Karl“ (1. Württembergisches) Nr. 19
- Artillerie-Kommandeur Nr. 204
  - Reserve-Feldartillerie-Regiment Nr. 27
  - II. Bataillon/Reserve-Fußartillerie-Regiment Nr. 5
- Pionier-Bataillon Nr. 204
- Divisions-Nachrichten-Kommandeur Nr. 204

### Kommandeure
| Dienstgrad      | Name              | Datum                            |
| --------------- | ----------------- | -------------------------------- |
| Generalleutnant | Hermann von Stein | 20. Juli 1916 bis 2. Januar 1919 |

## Sonstiges

### Gefechtswert
1917 beurteilte die Nachrichtenabteilung des Generalstab der American Expeditionary Forces die 204. (Württ.) Infanterie-Division als ziemlich gute Division.
Die schweren Verluste infolge der heftigen Augustkämpfe im Jahre 1918 wirkten sich sehr negativ auf die Moral der Truppe aus und so wurde sie als nur noch drittklassig eingeschätzt.

## Verweise